# Fusimi Júki
Fusimi Júki (伏見 有希; Hepburn: Fushimi Yuki) (Japán, ? –) japán válogatott labdarúgó.

## Klub
A Suzuyo Shimizu FC Lovely Ladies csapatában játszott.

## Nemzeti válogatott
1994-ben debütált a japán válogatottban. A japán válogatottban 1 mérkőzést játszott.

## Statisztika
| Japán válogatott | Japán válogatott | Japán válogatott |
| Időszak          | Mérk.            | gól              |
| ---------------- | ---------------- | ---------------- |
| 1994             | 1                | 0                |
| Összesen         | 1                | 0                |